# Demokratigudinnan
Demokratigudinnan, också kallad Demokrati- och Frihetsgudinnan eller Folkets Gudinna, var en staty av papier-maché byggd under protesterna och massakern på Himmelska fridens torg 1989 av femton konststudenter. Statyn byggdes under protesternas sista dagar. Den förstördes efter bara fem dagar av att en pansarvagn körde in i den. Många kopior av statyn har uppförts runt om i världen.

## Konstruktion
Den 27 maj, efter en månad av protester, samlades en grupp demonstranter och gav en grupp konststudenter från Central Academy of Fine Arts ett uppdrag att skapa en staty. Studenterna fick 8000 Yuan (runt 20850 kr) för att köpa material och andra verktyg till statyn, och hade bara tre dagar på sig att skapa den. Statyn skulle vara så stor som möjligt och skulle inte vara byggd för att kunna bli isärplockad. Många journalister var samlade i Peking, eftersom Sovjetunionens ledare Michail Gorbatjov var i Kina under protesterna, så om militären ville förstöra statyn skulle det ske framför ögonen på västvärldens media.

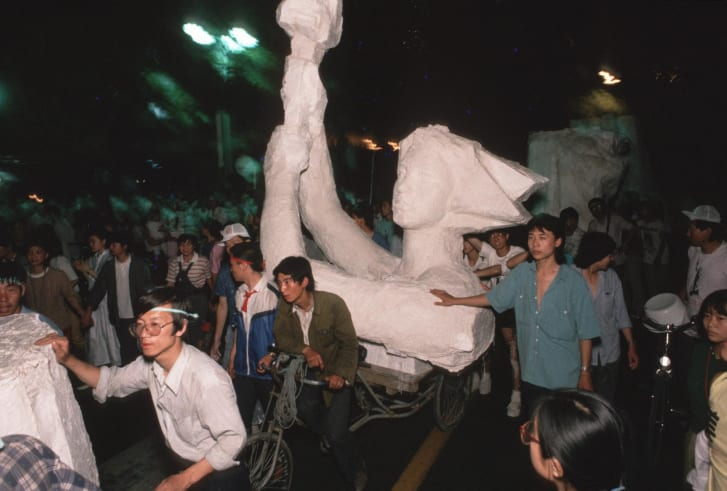
Demokratigudinnan transporteras till torget den 29 maj 1989

Statyn byggdes i studenternas skola och transporterades med trehjulingar till Himmelska fridens torg på kvällen den 29 maj. Vid soluppgången den 30 maj 1989 stod statyn, nästan färdigbyggd, öga mot öga med Mao Zedong, vars porträtt hänger på Himmelska fridens port. Samma dag färdigställdes statyn och en ceremoni ägde rum.

## Förstörelse
Fem dagar efter färdigställandet, när soldater infann sig på torget för att få bort demonstranterna, rasade statyn framför världens media efter att en pansarvagn kört in i den.